# Réserve indienne de Chehalis
Chehalis est une réserve indienne américaine située dans l'État de Washington qui abrite des Chehalis (en), des Klallams, des Muckleshoot, des Nisqually et des Quinaults.
En 2016, sa population s'élève à 834 habitants selon l'American Community Survey. Elle s’étend sur les comtés de Grays Harbor et Thurston.
Sa superficie est de 4 438 acres (17,96 km2).

## Démographie
| Groupe            | Chehalis | Washington | États-Unis |
| ----------------- | -------- | ---------- | ---------- |
| Amérindiens       | 51,3     | 1,5        | 0,9        |
| Blancs            | 41,4     | 77,3       | 72,4       |
| Métis             | 5,1      | 4,7        | 2,9        |
| Autres            | 1,4      | 5,8        | 6,4        |
| Asiatiques        | 0,5      | 7,2        | 4,8        |
| Afro-Américains   | 0,3      | 3,6        | 12,6       |
| Total             | 100      | 100        | 100        |
|                   |          |            |            |
| Latino-Américains | 3,5      | 11,2       | 16,7       |